# Peter Lamptey
Peter Lamptey (6 aprile 1946) è un ex calciatore ghanese, di ruolo attaccante.

## Carriera
Partecipò alle Olimpiadi del 1972.
Nel 1975 con il connazionale Mohammed Polo ha provato l'avventura americana, venendo entrambi ingaggiati dalla franchigia NASL dei Denver Dynamos che però decise di svincolarli prima dell'inizio della stagione.

## Palmarès

### Individuale
- Capocannoniere del campionato ghanese: 1

1973